# .to
.to（ドットティーオー）は、トンガ王国の国別コードトップレベルドメイン (ccTLD) である。
1995年に導入され、Tonga Network Information Center (Tonic)が管理している。Tonicは本国のみならず、日本、大韓民国、イタリア、ドイツ及びスウェーデンにも事務局を設け、現地語での手続きを可能にしている。
toは英語における一般的な前置詞であるため、これを利用したドメインハックが一般的に行われている。例えば、短縮URLサービスのgo.toなどである。その他、toを前置詞としてではなく、単語の中の音節として使用するドメインハックもある。例えば、暗号学者ダニエル・バーンスタインのウェブサイトのcr.yp.toや、ロンドンのウェブ開発会社Potatoのp.ota.toなどである。また、スラブ語でtoは英語のitの意味であることから、これもドメインハックに使用されている。アップロードサービスのuloz.to（ulozはチェコ語やスロバキア語で「保存する」の意）などである。
"T.O."（ティーオー）はカナダ・オンタリオ州トロントの愛称であり、ジョブバンク・トロントのJobs.toなど、トロントの企業などで使用されている。イタリアのトリノでも同様に使われている。
.toドメインを購入すれば、通常のDNS運用は全て可能であり、登録サイトは広告を表示する必要はない。.edu.toのように無料のドメインもあるが、これは実際にトンガ国内にある教育機関のみが対象となる。現時点では、トンガ国内で登記された企業も無料でドメインを取得することができる。
.toは公式にはWhoisの情報を原則非公開としている数少ないトップレベルドメインの一つである。ドメイン登録者との連絡は、Tonicのウェブサイトのドメイン検索フィールドにドメインを入力することで、Tonicを介して行うことができる。
トップレベルドメインto自体は、少なくとも1998年以降、AレコードとHTTPのサーバーを持っている。
.toのレジストリでは絵文字ドメインの作成が可能であり、.toのレジストラであるRegister.TOは.toの絵文字ドメインの検索と登録に対応している。